# Trynosy-Osiedle
Trynosy-Osiedle – wieś sołecka w Polsce położona w województwie mazowieckim, w powiecie ostrowskim, w gminie Wąsewo, powstała 15 lutego 2002.